# Brodnîk, Narodîci
Brodnîk (în ucraineană Бродник) este un sat în comuna Suharivka din raionul Narodîci, regiunea Jîtomîr, Ucraina.

## Demografie
Componența lingvistică a localității Brodnîk
     Ucraineană (77,89%)
     Rusă (22,11%)
Conform recensământului din 2001, majoritatea populației localității Brodnîk era vorbitoare de ucraineană (77,89%), existând în minoritate și vorbitori de rusă (22,11%).